# Котляр, Лев
Лев Котляр — советский актер и сценарист.

## Биография
Окончил ЛГИТМиК. Актёр Русского драматического театра им. Иванова в Одессе. После постановки худруком театра в 1990 году антисемитского спектакля вместе с другими известными актерами ушёл из театральной труппы, играл в театре «Аркадия». В 1991 году был художественным руководителем театра «Школа современной комедии», созданном им в Одессе из своих учеников — выпускников «Студии киноактёра». В 1994 году уехал в США. Вместе с актером-выходцем из Одессы Александром Краснопольским основал шоу-театр «Блинком» (Нью-Йорк), лауреат премии «Золотой Остап». В 1995 году был одним из основателей первого в Америке комедийного клуба «Канотье». Работает актёром русского еврейского театра «Хаверим», открытого в 2007 году в Нью-Йорке.

## Театральные работы

### Одесский Русский драматический театр
- 1985 — «Гедда Габлер» Генрика Ибсена — Лёвборг
- 1985 — «Игра» Энтони Шаффера — Майло Тиндл
- 1988 — «Закат» Исаака Бабеля — Беня Крик
- 1990 — «Крик» Теннесси Уильямса — Фелиси
- 1991 — «В будущем году, в то же время» Нила Саймона — Джордж Петерсон

### Театр «Школа современной комедии» (режиссёр, 1991—1994)
- «Странный мир театра»
- «Этого не может быть»
- «Человек и джентльмен»
- «Ошибка рогоносца» (мюзикл)

### Театр «Хаверим»
- 2007 — "Еврейское счастье "— портной Соловейчик[2]
- 2008 — «Ктуба, или свидетельство о браке» — Борозовский
- 2011 — «Играем Чехова» («Медведь» и «Предложение») — Смирнов, Ломов

## Фильмография

### Актёрские работы
- 1991 — Блуждающие звёзды[3]
- 1991 — Партийные бега, или дребедень на мартовских сугробах
- 1994 — Анекдотиада, или История Одессы в анекдотах
- 2004 — Шпионские игры
- 2016 — Американцы

### Сценарист
- 1994 — Анекдотиада, или История Одессы в анекдотах